# 博尔加尔
博尔加尔（法語：Beauregard，法語發音：[boʁɡaʁ]）是法国东部安省的一个市镇，属于布雷斯地区布尔格区。

## 地理
博尔加尔（46°0'7"N, 4°45'5"E）面积0.94 平方千米，位于法国奥弗涅-罗讷-阿尔卑斯大区安省，该省份为法国东部省份，北起汝拉省，西北接索恩-卢瓦尔省，西接罗讷省和里昂大都会，南至伊泽尔省，东与萨瓦省、上萨瓦省和瑞士接壤。
与博尔加尔接壤的市镇（或旧市镇、城区）包括：法兰、弗朗、雅桑-里奥捷、索恩河畔自由城。

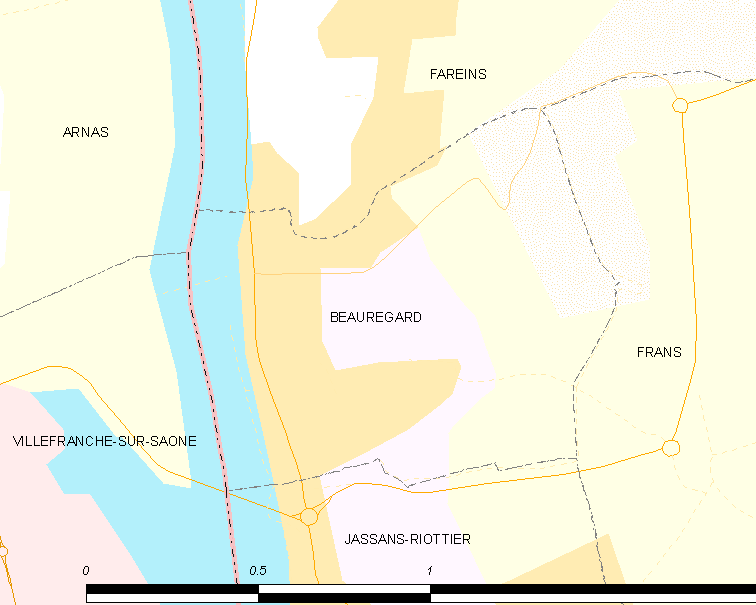
博尔加尔的OSM定位图

博尔加尔的时区为UTC+01:00、UTC+02:00（夏令时）。

## 行政
博尔加尔的邮政编码为01480，INSEE市镇编码为01030。

## 政治
博尔加尔所属的省级选区为特雷武县。

## 人口

1962-2008年间博尔加尔人口变化图示

博尔加尔于2022年1月1日时的人口数量为826人。